# Франчози, Симоне
Симоне Франчози (итал. Simone Franciosi; род. 3 сентября 2001, Борго-Маджоре) — сан-маринский футболист, защитник клуба «Арчелла» и национальной сборной Сан-Марино.

## Карьера
Воспитанник футбольной академии «Сан-Марино». В 2019 году футболист перешёл в итальянский клуб «Торконка». В феврале 2021 года футболист стал игроком сан-мариинского клуба «Ювенес/Догана», за который провёл 8 матчей во всех турнирах. Затем в июле 2021 года футболист вернулся в «Торконку». В июле 2022 года футболист перешел в итальянский клуб «Вальфолья». В июле 2023 года футболист стал игроком итальянского клуба «Карли Пьетракута». В декабре 2024 года присоединился к итальянскому клубу «Арчелла».

## Международная карьера
В 2017 году футболист в составе юношеской сборной Сан-Марино до 17 лет отправился на квалификационные матчи юношеского чемпионата Европы. Дебютировал за сборную 17 октября 2017 года в матче против сборной Польши. В 2018 году футболист уде в составе юношеской сборной Сан-Марино до 19 лет отправился на квалификационные матчи юношеского чемпионата Европы.
В сентябре 2019 года футболист получил вызов в молодёжную сборную Сан-Марино для участия в квалификационных матчах молодёжного чемпионата Европы. Дебютировал за сборную 5 сентября 2019 года в матче против сборной Шотландии.
В марте 2022 года футболист получил вызов в национальную сборную Сан-Марино. Дебютировал за сборную 26 сентября 2022 года в матче против сборной Эстонии. Дебютный гол за сборную футболист забил 17 ноября 2023 года в матче против сборной Казахстана.